# Sikuani
Le sikuani (ou guahibo) est une langue guahibane parlée en Colombie et au Venezuela dans l'Est des Llanos, dans les départements de Casanare, Meta et Vichada par 20 000 personnes.

## Écriture
En 1980, il existe six alphabets différents pour écrire le sikuani, dont deux produits par les missionnaires protestants, un produit par un Sikuani du Venezuela dans le milieu protestant aux États-Unis, deux produits par les missionnaires catholiques, et un dernier produit par Unuma,.
Un alphabet unifié est conçu et adopté en 1986.
| Majuscules | A | B | C | D | E | Ë | F | I | J | L | M | N | O | P | Q | R | S | T | Th | Ts | U | W | X | Y |
| Minuscules | a | b | c | d | e | ë | f | i | j | l | m | n | o | p | q | r | s | t | th | ts | u | w | x | y |

| a | b | d | e | f | i | j | j̈ (x) | k | l | m | n | o | p | r | s | t | tj | ts | u | ü | w | y |

## Phonologie

### Voyelles
|         | Antérieure  | Centrale    | Postérieure |
| ------- | ----------- | ----------- | ----------- |
| Fermée  | i [i] ĩ [ĩ] | ü [ɨ] ü̃ [ɨ̃] | u [u] ũ [ũ] |
| Moyenne | e [e] ẽ [ẽ] |             | o [o] õ [õ] |
| Ouverte |             | a [a] ã [ã] |             |

### Consonnes
|               |               | Bilabiale | Dentale | Latérale | Palatale | Vélaire   | Glottale |
| ------------- | ------------- | --------- | ------- | -------- | -------- | --------- | -------- |
| Occlusives    | Sourdes       | p [p]     | t [t]   |          |          | k [k]     |          |
| Occlusives    | Aspirées      |           | tj [tʰ] |          |          |           |          |
| Occlusives    | Sonores       | b [b]     | d [d]   |          |          |           |          |
| Fricatives    | Sourdes       | f [f]     | s [s]   |          |          | j̈ (x) [x] | j [h]    |
| Fricatives    | Sonores       | w [v]     |         |          |          |           |          |
| Affriquées    | Affriquées    |           | ts [t͡s] |          |          |           |          |
| Nasales       | Nasales       | m [m]     | n [n]   |          |          |           |          |
| Liquides      | Liquides      |           | r [r]   | l [l]    |          |           |          |
| Semi-voyelles | Semi-voyelles |           |         |          | y [j]    |           |          |